# The Brink (The Jezabels)
The Brink è il secondo album in studio del gruppo musicale indie rock australiano The Jezabels, pubblicato nel 2014.

## Tracce
1. The Brink – 4:46
2. Time to Dance – 4:38
3. Look of Love – 4:01
4. Beat to Beat – 4:16
5. Angels of Fire – 4:02
6. No Country – 4:33
7. The End – 4:00
8. Got Velvet – 4:26
9. Psychotherapy – 4:44
10. All You Need – 4:58
11. Marianne (bonus track) – 3:48